# Asadora!
Asadora! (jap. あさドラ!, dt. etwa „Morgendrama“) ist eine Manga-Serie von Mangaka Naoki Urasawa, die seit 2018 in Japan erscheint und in mehrere Sprachen übersetzt wurde. Sie erzählt vom Leben einer Japanerin von 1959 bis 2020, nimmt dabei Bezug auf historische Ereignisse in Japan und verknüpft diese mit japanischen Mythen.

## Inhalt
Das aufgeweckte Mädchen Asa Asada lebt zusammen mit ihren zehn Geschwistern und ihren Eltern im Nagoya des Jahres 1959. Sie läuft durch einen aufkommenden Sturm, um den Arzt zu rufen, weil ihre Mutter erneut schwanger ist. Nachdem der Arzt ihr seinen Kittel gegeben hat und sie erneut draußen ist, trifft sie auf den Einbrecher Haruo Kasuga und verfolgt ihn, sodass er seine Beute verliert. Da entführt er sie kurzerhand, da er Asa für die Tochter des Arztes hält. Sie verbergen sich am Hafen, wo Asa von der Vergangenheit Kasugas erfährt. Er war Bomberpilot und will mit dem erbeuteten Geld wieder einen Flugschein machen. Der Sturm, der Ise-wan-Taifun, wird immer schlimmer und Asa meint, draußen ein Monster zu sehen. Als er endlich sein Ende gefunden hat, finden beide den Hafen völlig zerstört vor. Da entschließt sich Kasuga, ein Flugzeug zu stehlen und gemeinsam mit Asa Reisbällchen an die vom Sturm Betroffenen zu verteilen. Beim Haus ihrer Eltern sieht Asa aus der Luft einen Abdruck, der aussieht wie von einer riesigen Echse hinterlassen. Durch die Hilfsaktion wird Asas Entführer zum Held.

## Veröffentlichungen
Den Schauplatz wählte Urasawa, da die japanische Jugend „den Zweiten Weltkrieg und die Folgen der japanischen Niederlage nicht mehr [versteht]“. So tragen die meisten Figuren ihre inneren und äußeren Verletzungen und Traumata aus den Kriegsjahren mit sich. Der Manga erscheint seit Oktober 2018 im Magazin Big Comic Spirits beim Verlag Shogakukan. Dieser bringt die Kapitel seit März 2019 auch in bisher neun Sammelbänden heraus (Stand: Dezember 2024). Nach Abschluss des ersten Handlungsbogens im Januar 2019 wurde die Serie unterbrochen und im Mai des gleichen Jahres wieder aufgenommen. Zwischen August und Oktober 2019 wurde die Serie erneut unterbrochen.
Auf Deutsch erscheint die Serie seit Februar 2022 bei Carlsen Manga in einer Übersetzung von Miyuki Tsuji in bisher acht Bänden (Stand: Januar 2025). Eine englische Übersetzung wird von Viz Media herausgegeben, eine spanische von Planeta DeAgostini, eine französische von Kana und eine italienische von Planet Manga.

## Rezeption
2021 wurde der Manga mit dem Lucca Comics Award für die beste Serie ausgezeichnet. Er wurde im gleichen Jahr außerdem beim Festival International de la Bande Dessinée d’Angoulême als bester Comic für junge Erwachsene sowie für den Harvey Award als Bester Manga nominiert.
Bei rbbKultur schreibt Andrea Heinze über den Comic, er zeige eine „kunstvolle Verschränkung von ganz unterschiedlichen Handlungssträngen, das Nebeneinander von Actionszenen und leisen Millieu- und Psychostudien“. Urasawa verschränke auch Fiktion und Realität, auf die er in Form diverser Ereignisse immer wieder referenziert und an historischen Konflikten rühre. Seine Inszenierung sei filmisch, die Zeichnungen atemberaubend, dynamisch und fein gezeichnet. Julia Frese beschreibt den Comic im Tagesspiegel als rasante und energiegeladene Abenteuerkomödie, trotz des düsteren Themas und des historischen Hintergrunds. „Freche Dialoge und markige Charaktere lassen der Leserschaft kaum Zeit, sich in Trauer über die Katastrophe zu verlieren“. Gerade durch Urasawas fein ausgearbeiteten Zeichnungen würde die Geschichte auch nie seicht: „Seitenfüllende Landschaftsbilder lassen am Ausmaß der Verwüstungen keinen Zweifel“ und seine Strichführung vermittele die unterschiedlichsten Gefühlsnuancen der Charaktere, sodass dem Leser die Identifikation mit ihnen leicht falle. Das übernatürliche Element der Geschichte wirke dagegen zunächst plump und fehl am Platz. Auch Andreas Platthaus lobt die zeichnerische Umsetzung: „nur in Maßen expressiv – in jenen Maßen, die für einen westlich sozialisierten Comicleser wie mich seine Geschichte höchst attraktiv machen“. Erzählerisch werde sich gekonnt aller Tricks bedient. Der Manga treffe unerwartet seinen Geschmack, da er „comicliterarisch westlich sozialisiert“ sei, aber „mythisch-ästhetisch-mentalitätsmäßig japanische Präferenzen“ habe und Asadora! genau da viel zu bieten habe. „Selten hat Urasawa seine Figuren und ihre Beziehungen so genau und einfühlsam gezeichnet und Action und Fantasy so gekonnt mit Psychologie und Milieustudien verknüpft“, heißt es beim SRF. Die Serie sei „ebenso rasant wie emotional, ein wilder Ritt durch das Japan der Nachkriegszeit. Das Tempo ist hoch, die Dramaturgie zwingend, das Spiel mit Brüchen und Wendungen virtuos, und die Zeichnungen sind realistisch und von atemberaubender Dynamik“. Urasawa verknüpfe „Spannung und Substanz, Popularität und Qualität zu durchtriebener und hochkomplexer Unterhaltung“.